# Amé Ier de Sarrebruck-Commercy
Pour les articles homonymes, voir Amé.
Amé Ier de Sarrebruck-Commercy, (1370 - Arras juin 1414), fut gouverneur de Champagne et Brie, ainsi que seigneur de "Château-Haut" à Commercy à partir du décès de son frère Simon III. Il est le fils de Jean III de Sarrebruck-Commercy et de Marie d'Arcelles ou selon Du Chesne et Du Cange et vraisemblablement d'après l'acte de partage de succession qui cite "...autres rentes, venant d'Amé de Joinville", d'Isabelle de Joinville, dame d'Estraelle ou Etrelles fille d'Amé de Joinville seigneur de Méry (remariée à Charles de Châtillon).

## Biographie
Il se qualifie de damoiseau dès 1389 puis "chevalier" après le décès de son frère Simon III. Avec son frère Jean, évêque de Verdun, il en réalise le partage de la succession de Simon III le 8 mars 1396  :
- Part d'Amé : "Commercy, Ville-Issey, Méligny, Vaux-la-Grande, Le Mesnil en Lorraine, Saulx, Saint-Aubin, la Tour et ville de Chonville, Lérouville et Laneuveville. La tour et les braies d'Andevannes. Les villes d'Apremont, SaintGenin et Faloise. Le droit de rachat de tout ce qui était engagé en Lorraine et ailleurs. Les château, châtellenie et ressort de Venisy ; Chaumont-en-Porcien, les villes de Thy, Vaudemont, Rubigny, Romagne, Romancourt, Soudron et Yilleceneux. Les bois de Nantuel. Les acquêts de Vertu et Bergère valant 600 livres de revenu. 500 livres d'autres rentes, venant d'Amé de Joinville. La terre de Conry, après la mort de la veuve de Simon. Les propriétés de Bar-sur-Seine, venant de leur mère. Le tout avec les droits de justice, rentes, revenus, fours, moulins, fiefs, arrière-fiefs, coutumes, bois, caves, granges, péages, étangs, hommes, femmes, corvées, garennes, etc[1]".

- Part de Jean : "Brequenay, Parrigny-Ies-Pont, Aunoy-le-Château, la tour de Lachy, la Maison Gallande à Gand, Faresmoutier, la terre de Flandre surnommée la dîme de Torquain-les-Lisle en Flandre (Tourcoing), les rentes de Méry-sur-Seine, les moulins de Marigny et de Méry, les étaux des bouchers et boulangers de Méry, Saint-Navoir et Corcy-leGrand et le Petit. La terre d'Estrelles (Hommage fait à l'évêque de Troyes pour ladite terre en 1407[3]), des bois, terres, rentes, cens, etc[1]".

Amé était chambellan du roi et en conséquence agissait dans les intérêts de celui-ci, aussi quand la ville de Toul manifeste des récriminations contre la Lorraine, puissance rivale, et manifeste son désir de se placer sous la garde du roi, Amé, en qualité de gardien de Toul, encourage les bourgeois à se révolter. En remerciement à son dévouement il est nommé commandant supérieur du Luxembourg et se trouve ainsi dans les querelles élevées entre l'empereur romain germanique Venceslas, soutenu par le roi de France, et Robert Ier de Bavière, favori de la Lorraine. En 1407 la Lorraine triomphait et Amé, ainsi que de nombreux autres seigneurs, était retenu captif. Il racheta sa liberté pour trente mille écus avec l'aide de son frère Jean qui mit en gage une partie de ses biens pour réunir la somme ce qui lui permit de sortir de prison le 27 juillet 1408.
En 1409 il livre la guerre au comte de Sarrewerden qu'il terrasse le 25 juin de cette même année, les captifs d'Amé, dont soixante-quinze seigneurs allemands au nombre desquels se trouvent Frédéric de Bitche et Lieudenent de Lichtemberg, sont amenés à Commercy dans l'attente du paiement d'une rançon. Celle-ci sera réuni par le cardinal Louis Ier de Bar, le marquis de Pont et Jean de Bar seigneur de Puisaye. De plus Amé exigea que les seigneurs se constituent "pleiges" (ou caution), les princes par "parole de prince" et les autres par "foi de leur corps" afin de garantir leur engagement de ne pas chercher à se venger d'Amé.
En 1412 il accompagne Charles Ier d'Orléans, duc d'Orléans, dans son désir de venger l'assassinat de son père Louis Ier par Jean sans Peur alors duc de Bourgogne. À cette occasion Jean de Dunois, fils de Mariette d'Enghien maîtresse de Louis Ier, reste au château de Ville-sur-Tombe auprès de Marie de Châteauvillain épouse d'Amé. Sa vie s'achève en 1414 alors qu'il venait d'être nommé gouverneur du duché de Bar.

## Mariages et descendances
Il épouse en premières noces vers le 22 mai 1393 Marie, (? - vers 1396), dame de Ville-sur-Tourbe et d'Olisy, fille de Jean de la Bove dit "Barat" et de Jacqueline de Châtillon, de qui il n'eut pas d'enfant puis il épouse en secondes noces le 27 septembre 1396 Marie de Thil-Châteauvillain (+/ - 1423/1449), dame de Louvois, fille de Jean II de Thil (ou selon une autre dénomination Jean IV de Châteauvillain) ( + - 1419/1420), seigneur de Thil, seigneur de Châteauvillain et Marigny, et de Jeanne de Grancey ( + - 1423) v. 1371, de son deuxième mariage il a :
- Robert Ier de Sarrebruck-Commercy,
- Marie de Sarrebruck-Commercy, (? - après 1426), qui épouse en premières noces Jean II de Hangest, (? - 1421), seigneur de Genlis remarié à Jacqueline de Crèvecoeur demi-sœur de Philippe de Crèvecoeur d'Esquerdes maréchal de France; puis en secondes noces le 8 juin 1422 Gaucher de Rouvroy, (? - après le 5 janvier 1458), seigneur de Saint-Simon.

### Sources
- Charles Emmanuel Dumont, Histoire de la ville et des seigneurs de Commercy, Volume 1, N. Rolin, 1843 (lire en ligne), p. 179 à 208